# Seven Shakespeares
Seven Shakespeares (７人のシェイクスピア, 7-Ri no Sheikusupia) est un seinen manga de Harold Sakuishi, prépublié dans le magazine Big Comic Spirits de décembre 2009 à novembre 2011, et publié par l'éditeur Shōgakukan depuis mai 2010. La version française est éditée par Kazé depuis avril 2012. Une suite est prépubliée dans le Weekly Young Magazine et publiée par l'éditeur Kōdansha à partir de décembre 2016.
Le manga est une biographie romancée de William Shakespeare entre les années 1585 et 1592, connues sous le nom de « Lost Years », durant lesquelles le dramaturge n'a laissé aucune trace historique.

## Synopsis
Li, une jeune fille chinoise au passé tourmenté par un pouvoir mystérieux, vivant à Chinatown avec sa famille, se faisant surnommer la 'Déesse Noire', va à la suite de biens des évènements, retrouver son destin bouleversé, et sa vie changée.

## Personnages
Lance ()Un marchand de sels et ami de Wallace, nourrit une passion pour le théâtre.
Li ()Jeune chinoise au pouvoir mystérieux et ayant dans le cou un motif en croix fait dans sa jeunesse.
Wallace ()Marchand de sels et ami de Lance, il ne possède cependant pas l'amour pour le théâtre.
Mille ()Homme à tout faire de la demeure de Wallace et Lance, il est cependant intimement lié aux deux hommes

## Manga
Le manga est prépublié du 21 décembre 2009 au 14 novembre 2011 dans le magazine Big Comic Spirits,. Le premier volume relié est publié le 28 mai 2010 par Shōgakukan et la série compte 6 volumes. La version française est publiée par Kazé à partir du 4 avril 2012.
Une suite intitulée Seven Shakespeares: Non Sanz Droict débute sa publication dans le Weekly Young Magazine de l'éditeur Kōdansha le 12 décembre 2016. En avril 2020, Harold Sakuishi annonce que le manga va entrer dans une pause à durée indéterminée. Le premier volume est publié le 6 avril 2017. Le 5 août 2020, 13 volumes ont été publiés.

### Seven Shakespeares
| no | Japonais          | Japonais          | Français          | Français          |
| no | Date de sortie    | ISBN              | Date de sortie    | ISBN              |
| --- | ----------------- | ----------------- | ----------------- | ----------------- |
| 1 | 28 mai 2010       | 978-4-09-183235-1 | 4 avril 2012      | 978-2-82030-309-7 |
| Liste des chapitres : - Chapitre 1 : Prologue - Chapitre 2 : Chinatown (1) - Chapitre 3 : Chinatown (2) - Chapitre 4 : Chinatown (3) - Chapitre 5 : Chinatown (4) - Chapitre 6 : Chinatown (5) - Chapitre 7 : Chinatown (6) - Chapitre 8 : Chinatown (7) - Chapitre 9 : Chinatown (8) - Chapitre 10 : Chinatown (9)                                                                    |                   |                   |                   |                   |
| 2 | 30 septembre 2010 | 978-4-09-183578-9 | 13 juin 2012      | 978-2-82030-394-3 |
| Liste des chapitres : - Chapitre 11 : La rencontre - Chapitre 12 : La maison de Liverpool - Chapitre 13 : Un livre très épais - Chapitre 14 : La toute première pleine lune - Chapitre 15 : The lost years - Chapitre 16 : De petits amoureux - Chapitre 17 : Échec - Chapitre 18 : Les mots - Chapitre 19 : Les bougies - Chapitre 20 : Un nouveau résident - Chapitre 21 : Sonnet 18 |                   |                   |                   |                   |
| 3 | 28 janvier 2011   | 978-4-09-183740-0 | 26 septembre 2012 | 978-2-82030-488-9 |
| 4 | 30 mai 2011       | 978-4-09-183873-5 | 16 janvier 2013   | 978-2-82030-573-2 |
| 5 | 28 octobre 2011   | 978-4-09-184215-2 | 8 mai 2013        | 978-2-82030-678-4 |
| 6 | 27 décembre 2011  | 978-4-09-184244-2 | 20 novembre 2013  | 978-2-82030-756-9 |

### Seven Shakespeares: Non Sanz Droict
| no | Japonais         | Japonais          |
| no | Date de sortie   | ISBN              |
| -- | ---------------- | ----------------- |
| 1  | 6 avril 2017     | 978-4-06-382954-9 |
| 2  | 6 juillet 2017   | 978-4-06-510017-2 |
| 3  | 6 novembre 2017  | 978-4-06-510311-1 |
| 4  | 6 mars 2018      | 978-4-06-511038-6 |
| 5  | 6 juin 2017      | 978-4-06-511682-1 |
| 6  | 6 septembre 2017 | 978-4-06-512813-8 |
| 7  | 6 décembre 2018  | 978-4-06-513846-5 |
| 8  | 5 avril 2019     | 978-4-06-515196-9 |
| 9  | 5 juillet 2019   | 978-4-06-516357-3 |
| 10 | 6 novembre 2019  | 978-4-06-517735-8 |
| 11 | 6 février 2020   | 978-4-06-518483-7 |
| 12 | 7 mai 2020       | 978-4-06-519554-3 |
| 13 | 5 août 2020      | 978-4-06-519995-4 |

### Édition japonaise
Seven Shakespeares
Shōgakukan
1. 1 2  (ja) « Tome 1 »
2. 1 2  (ja) « Tome 2 »
3. 1 2  (ja) « Tome 3 »
4. 1 2  (ja) « Tome 4 »
5. 1 2  (ja) « Tome 5 »
6. 1 2  (ja) « Tome 6 »

Seven Shakespeares: Non Sanz Droict
Kōdansha
1. 1 2  (ja) « Tome 1 »
2. 1 2  (ja) « Tome 2 »
3. 1 2  (ja) « Tome 3 »
4. 1 2  (ja) « Tome 4 »
5. 1 2  (ja) « Tome 5 »
6. 1 2  (ja) « Tome 6 »
7. 1 2  (ja) « Tome 7 »
8. 1 2  (ja) « Tome 8 »
9. 1 2  (ja) « Tome 9 »
10. 1 2  (ja) « Tome 10 »
11. 1 2  (ja) « Tome 11 »
12. 1 2  (ja) « Tome 12 »
13. 1 2  (ja) « Tome 13 »

### Édition française
Kazé
1. 1 2  « Tome 1 »
2. 1 2  « Tome 2 »
3. 1 2  « Tome 3 »
4. 1 2  « Tome 4 »
5. 1 2  « Tome 5 »
6. 1 2  « Tome 6 »